# Anne-Frank-Haus
Das Anne-Frank-Haus (niederländisch Anne Frank Huis) ist ein Museum, das dem jüdischen Holocaust-Opfer Anne Frank gewidmet ist. Es besteht seit dem 3. Mai 1960 im Haus Prinsengracht 263–267 in Amsterdam.

## Geschichte des Hauses
Das Haus Prinsengracht 263 wurde – ebenso wie das Gebäude nebenan mit der Nummer 265, das später vom Museum gekauft wurde – 1635 von Dirk van Delft gebaut. Die Fassade an der Kanalseite entstand bei einer Renovierung im Jahr 1740, als der rückwärtige Anbau abgerissen und durch den heutigen, größeren Anbau ersetzt wurde. Das Haus war ursprünglich eine private Residenz und später ein Lagerhaus. Im 19. Jahrhundert waren im vorderen Teil mit seinen weiten, stallartigen Türen Pferde untergebracht. Anfang des 20. Jahrhunderts bezog ein Hersteller von Haushaltswaren das Gebäude. Ihm folgte 1930 ein Produzent von Klavier-Rollen, der den Besitz 1939 aufgab.

## Das Haus und die Familie Frank
Am 1. Dezember 1940 zogen die Firmen Opekta und Pectacon unter Leitung von Anne Franks Vater Otto Frank von der Singel in die Prinsengracht 263.
Das Erdgeschoss bestand aus drei Teilen. Vorne befanden sich das Lager und der Lieferanten-Eingang, dahinter die Gewürzmühlen und im hinteren Teil das Lager, in dem die Güter für den Handel verpackt wurden. Auf der ersten Etage befanden sich die Büroräume von Frank und seinen Angestellten: Miep Gies, Bep Voskuijl und Johannes Kleiman vorne, Victor Kugler in der Mitte und Otto Frank selbst hinten.
Das Hinterhaus ist auf allen vier Seiten durch andere Häuser vor dem Einblick von der Straße geschützt, wodurch es während der Zeit der deutschen Besetzung und Judenverfolgung zu einem geeigneten Versteck für acht jüdische Personen wurde: neben Otto Frank und seiner Frau Edith Frank-Holländer die beiden Kinder Margot und Anne, Hermann und Auguste van Pels mit ihrem Sohn Peter sowie Fritz Pfeffer. Sie lebten über zwei Jahre und einen Monat lang auf rund 50 Quadratmetern in abgedunkelten Räumen. Anne Frank beschrieb dies in ihrem Tagebuch. Nur abends und an Wochenenden, wenn die Angestellten der Firmen das Gebäude verlassen hatten, konnten die versteckten Personen ins Vorderhaus kommen. Schließlich wurden sie verraten, am 4. August 1944 von der deutschen Gestapo verhaftet und deportiert. Anschließend wurde das Versteck „gepulst“; die beschlagnahmte Kleidung, die Möbel sowie persönliche Gegenstände wurden in den Niederlanden verkauft oder an ausgebombte Familien in Deutschland verteilt. Miep Gies und Bep Voskuijl konnten jedoch vor der Räumung unter anderem das Tagebuch der Anne Frank retten.

## Nachkriegsgeschichte bis zur Gründung des Museums
Bereits kurz nach der Veröffentlichung des Tagebuchs der Anne Frank kamen die ersten Besucher, die von den Angestellten, die der Familie Frank geholfen hatten, im Rahmen von privaten Besichtigungen durch die Räume geführt wurden, die vormals als Versteck gedient hatten. 1954 wurde der gesamte Block nach dem Umzug der Firma Opekta an einen Immobilienmakler verkauft, der die Häuser abreißen wollte, um an der Stelle eine Fabrik zu bauen. Am 23. November 1955 startete die niederländische Zeitung Het Vrije Volk eine Kampagne, um das Haus zu erhalten und als Denkmal einzutragen. Am Tag des geplanten Abrisses protestierten die Vertreter der Kampagne vor dem Haus und erreichten einen Vollstreckungsschutz. 1957 überschrieb der damalige Besitzer, eine Mantelfabrik, das Haus als Zeichen des guten Willens auf die von Otto Frank und Johannes Kleiman am 3. Mai 1957 neu gegründete Anne-Frank-Stiftung. Mit den freigewordenen Spendengeldern kaufte die Stiftung anschließend das Nachbargebäude Nr. 265. Das Versteck blieb so in seinem ursprünglichen Zustand unverändert erhalten.

## Das Museum
In den Vorderhäusern wurde 1960 ein Museum über die nationalsozialistische Verfolgung und Unterdrückung eingerichtet, das mehrfach – unter anderem 1970, 1999 und 2016 bis 2018 – renoviert und unter Einbeziehung benachbarter Grundstücke vergrößert wurde. Es wurde am 22. November 2018 wiedereröffnet.
Prinsengracht 263 ist das alte Opekta-Gebäude (1940–1955), rechts davon befindet sich (mit Stufen) Haus 265, Keg’s Koffiehandel, das aus dem Tagebuch bekannt und heute auch Teil des Museums ist. Die anderen Häuser bis zur Ecke wurden während der 1950er Jahre abgerissen und durch einen Neubau ersetzt. Dort im Haus Nummer 267 befindet sich der heutige Museumseingang; auch die Postanschrift des Museums bezieht sich darauf. Man geht innen durch Haus 265 in das alte Gebäude 263.
Die Räume im Hinterhaus, die als Versteck dienten, blieben auf Wunsch Otto Franks unmöbliert. Einige persönliche Dinge sind noch zu sehen: Anne Franks Sammlung von Fotos berühmter Filmstars (wie Heinz Rühmann, Greta Garbo, Ginger Rogers), die Tapete, auf der Otto Frank das Wachstum seiner Töchter markierte, und eine Karte, auf der er den Vormarsch der Alliierten im Zweiten Weltkrieg festhielt. Von dem kleinen Raum, in dem damals Peter van Pels lebte, führen Gänge in die ebenfalls von der Stiftung erworbenen Nachbarhäuser. Dort werden neben den Tagebüchern diverse Ausstellungen präsentiert, die verschiedene Aspekte des Holocaust und aktuelle Fälle rassistischer Intoleranz dokumentieren.
Das Haus ist heute eine der zentralen Touristenattraktionen von Amsterdam. Im Jahr der Eröffnung kamen 9.000 Besucher; innerhalb eines Jahrzehnts verdoppelte sich die Zahl. Am 28. September 1999 wurde das Museum nach einer Restaurierung und einem Umbau nach Entwürfen des Architekturbüros Benthem Crouwel von Königin Beatrix neu eröffnet. Es umfasst nun den gesamten Gebäudekomplex, enthält einen Buchladen und ein Café. Die Büroräume wurden in den Zustand der 1940er Jahre zurückversetzt. Im Jahr 2007 besuchten über eine Million Menschen das Museum.

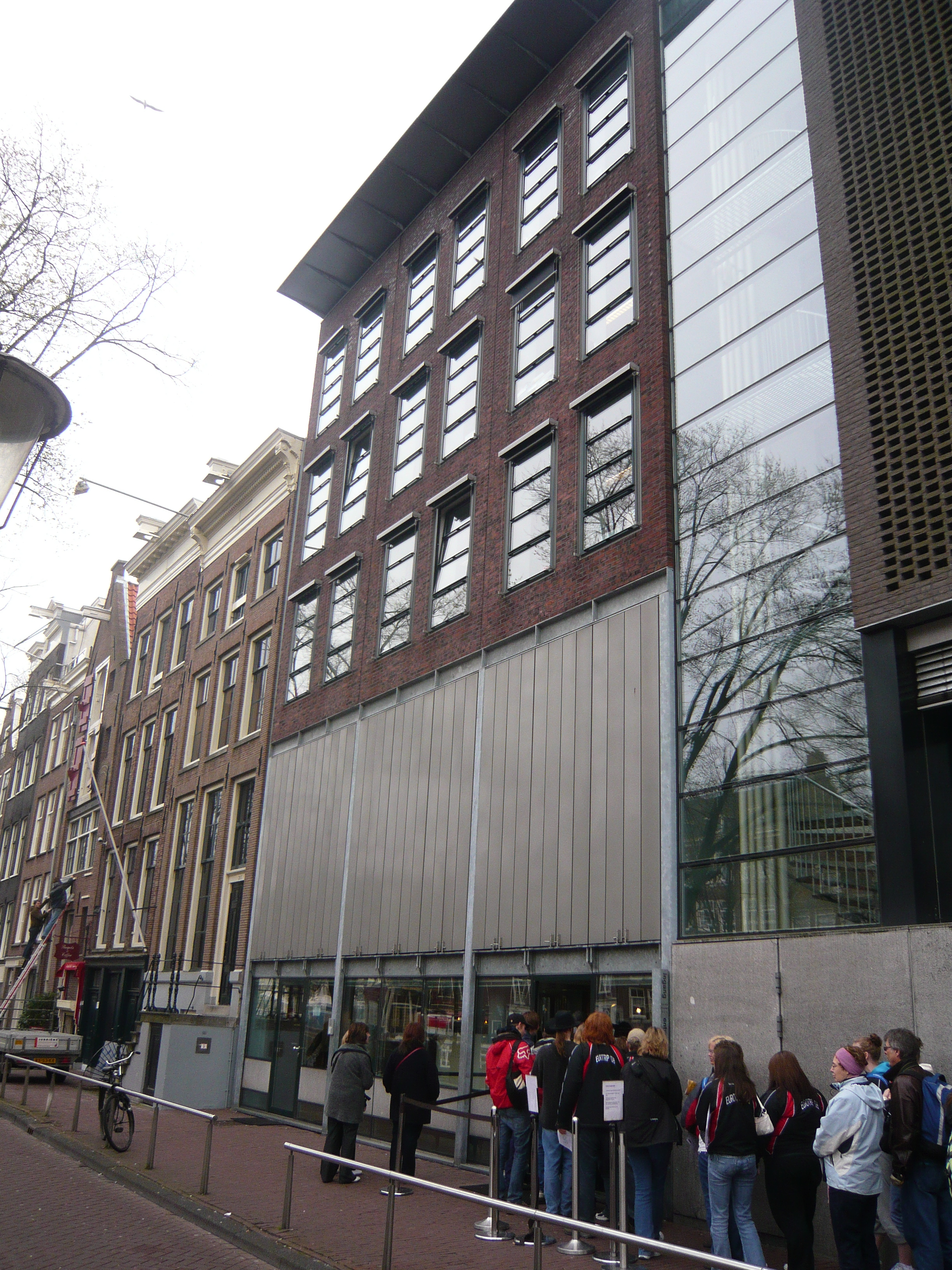
Amsterdam Prinsengracht 267, 265, 263 (von rechts nach links)
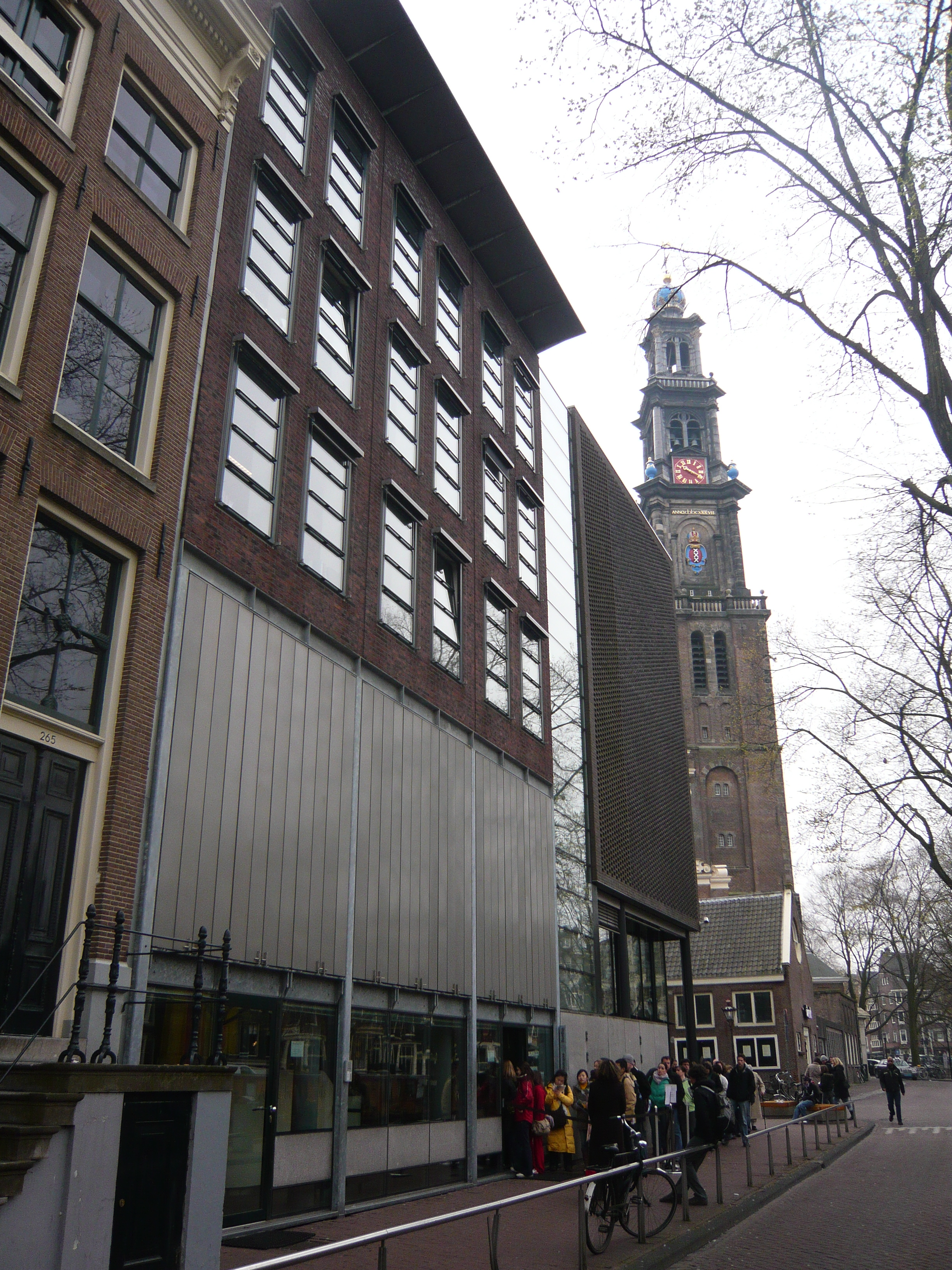
Amsterdam Prinsengracht 267
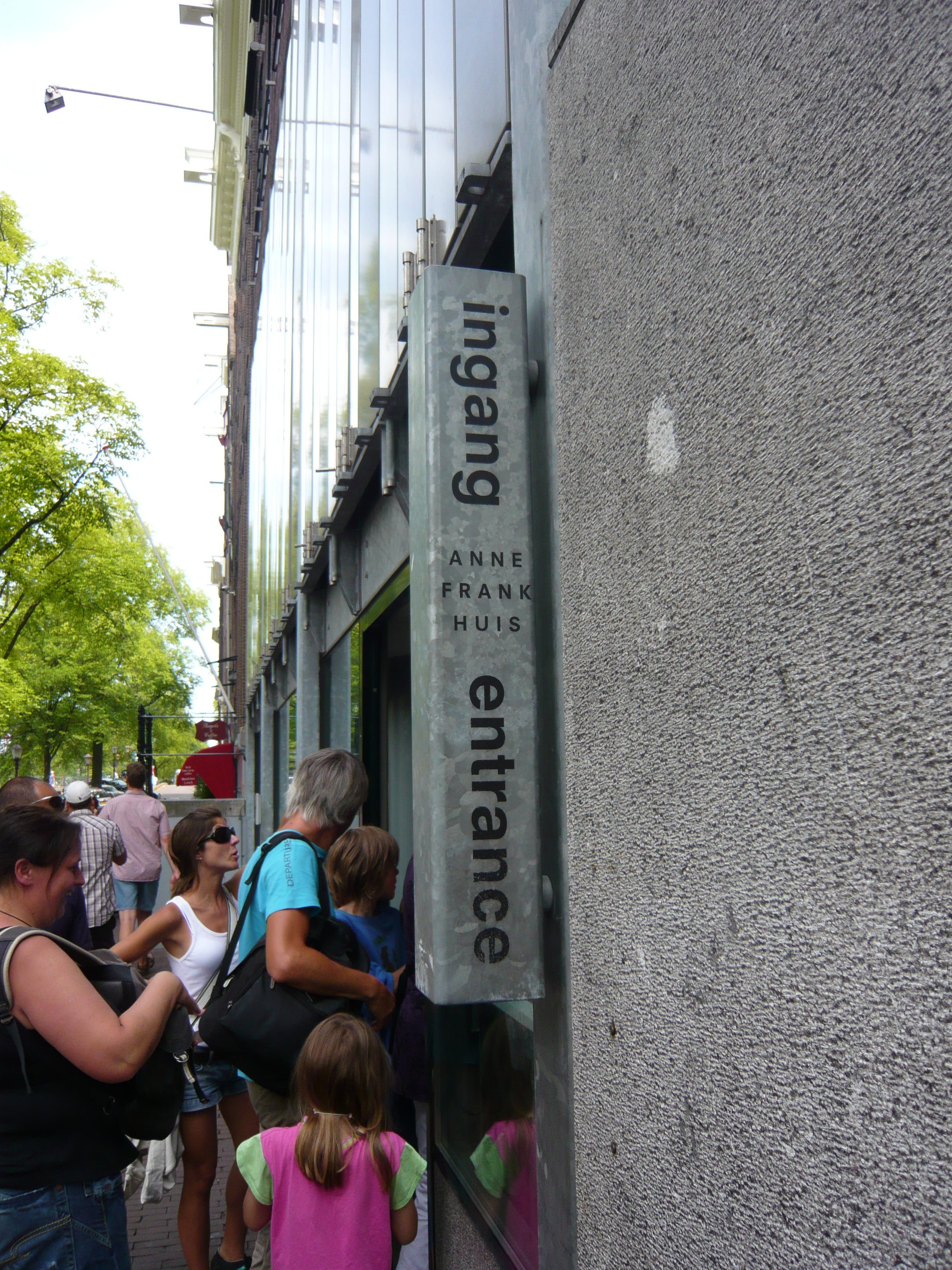
Der heutige Eingangsbereich zum Anne-Frank-Haus Prinsengracht 267
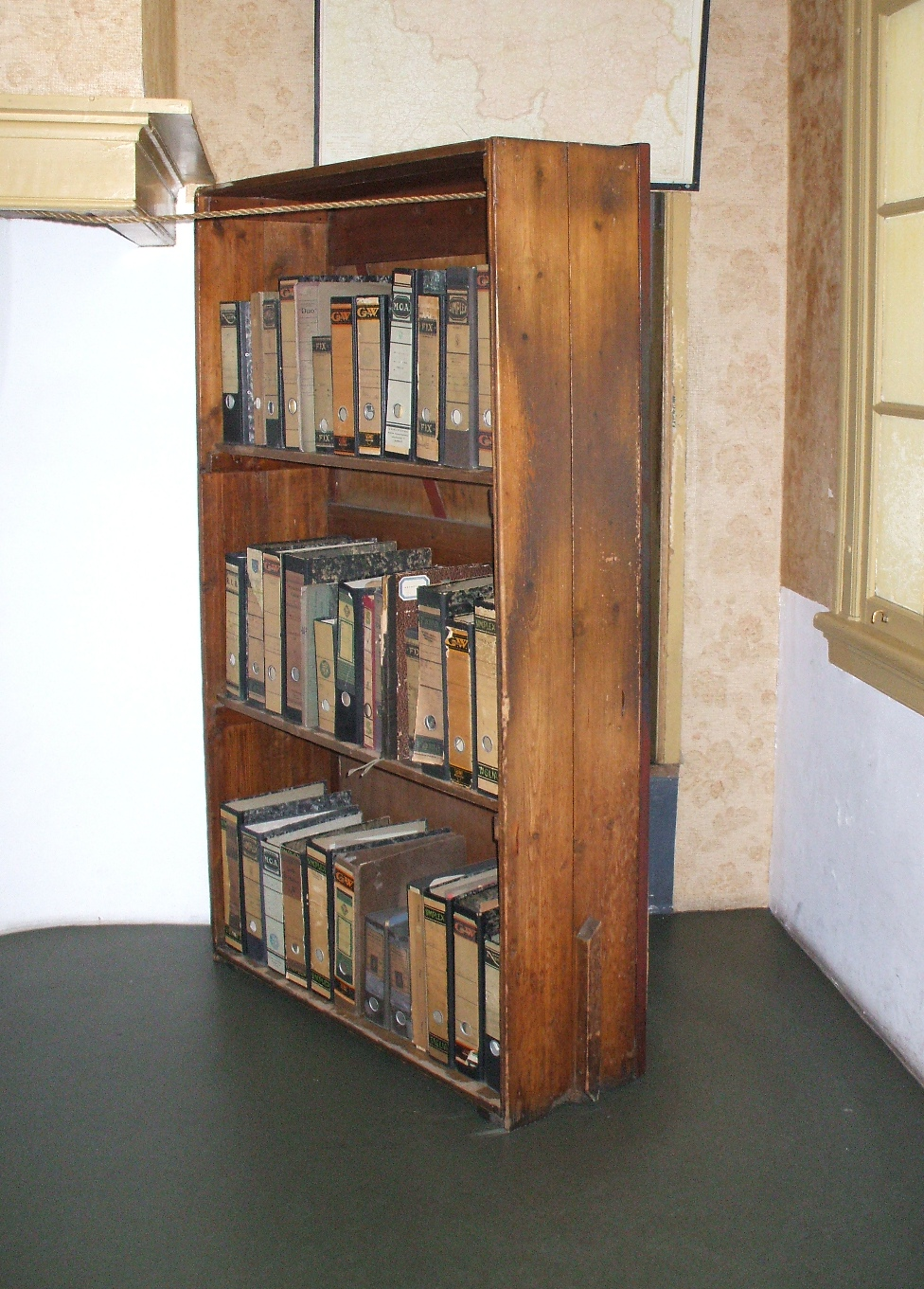
Das Bücherregal[11], das den Zugang zum Versteck im Hinterhaus verbarg (Original, mit Glasschutz versehen)

## Sonstiges
Anne Frank wurde in Frankfurt am Main geboren und lebte dort während ihrer Kindheitsjahre bis zur Flucht der Familie in die Niederlande. Die beiden Wohnhäuser der Familie im Marbachweg 307 (bis 1931) und der Ganghoferstraße 24 (beide im Stadtteil Dornbusch) sind erhalten, aber nicht öffentlich zugänglich.
Das Museum in Amsterdam zeigt auch den Oscar, den Shelley Winters für die Darstellung der Auguste van Pels in dem Film Das Tagebuch der Anne Frank gewann und später für die Ausstellung spendete.
Im Jahre 1998 wurde nach dem Abschluss einer Kooperationsvereinbarung mit dem Anne-Frank-Haus das Anne Frank Zentrum in Berlin eröffnet.
Das Anne-Frank-Haus gibt es auch als digitales Museum. Die Räume des Vorder- und Hinterhauses der Prinsengracht 263 wurden zeitweise möbliert und zu Dokumentationszwecken fotografiert. Anhand dieser Fotografien wurde eine virtuelle Darstellung dieser Räume erzeugt. Beim Rundgang durch Das Hinterhaus Online lassen sich auch historische Ton- und Bilddokumente sowie weitere Informationen abrufen.